# 諾蘭·魯斯
諾蘭·魯斯（法語：Nolan Roux；1988年3月1日—）是一位法國足球運動員。在場上的位置是前鋒。他現在效力於法國足球甲級聯賽球隊里爾足球俱樂部。他也代表法國U21國青隊參加國際賽事。